# Odontolabis stevensi
Odontolabis stevensi es una especie de coleóptero de la familia Lucanidae.

## Distribución geográfica
Habita en Timor, Célebes e islas Sangihe.